# Baghdad (EP)
Baghdad – minialbum punkrockowego zespołu The Offspring. Został wydany w 1991 w nakładzie trzech tysięcy egzemplarzy, które zostały sprzedane w tydzień. Dostępny była jedynie jako siedmiocalowa płyta winylowa. Wydanie to nie było nigdy dostępne w wersji CD, jednak dwa utwory z płyty zostały później umieszczone na „składankach”: „Hey Joe” w kompilacji pod tytułem Go Ahead Punk...Make My Day, wydanej przez Nitro Records w 1996, a „Baghdad” w kompilacji Rock Against Bush, Vol. 1, wydanej przez Fat Wreck Chords w 2004.

## Lista utworów
1. „Get it Right”
2. „Hey Joe”
3. „Baghdad”
4. „The Blurb” (utwór instrumentalny)

- Utwór „Get It Right” jest wczesną wersją piosenki pod tym samym tytułem, która znajduje się na albumie Ignition
- Piosenka „Hey Joe” została napisana przez Billy’ego Robertsa
- „Baghdad” ma niemal taki sam tekst jak utwór „Tehran” z debiutanckiej płyty pod tytułem The Offspring

## Skład zespołu
- Dexter Holland – wokal, gitara
- Noodles – gitara
- Greg K. – bas
- Ron Welty – perkusja